# لی سایر
لی سایر (انگلیسی: Lee Sawyer؛ زادهٔ ۱۰ سپتامبر ۱۹۸۹) یک بازیکن فوتبال اهل بریتانیا است.